# 중앙동 (원주시)
중앙동(中央洞, 영어: Jungang-dong)은 대한민국의 강원특별자치도 원주시에 설치된 동이다.

## 개요
중앙동은 원주시민의 장터인 중앙시장, 자유시장, 농수산물시장, 민속풍물시장, 농산물새벽시장, 지하상가가 자리하고 있으며 정보와 금융 유통의 중심지이며 영서 제일의 명산인 치악산의 맑은물, 원주천이 감싸고 있는 곳이다.
원주시의 중앙에 위치해 있으며, 평원로를 중심으로 서쪽 원일로와 중앙로변이 중앙동, 평원로에서 원주천변까지 평원동이다. 중앙선 철도를 중심으로 서쪽 방면에 원주역 부근 학성동 상가와 동쪽 방면에 학성동 정지 마을이 위치하고 있으며, 태장 1, 2동, 우산동, 학성동, 일산동, 원인동, 봉산동과 경계를 이루고 있다.

## 법정동
- 중앙동(中央洞)
- 평원동(平原洞)
- 학성동(鶴城洞)